# Рыбаковка
Рыбако́вка (укр. Рибаківка) — село в Николаевском районе Николаевской области. Курорт на побережье Чёрного моря (мыс Аджияск), между Тилигульским и Березанским лиманами, на расстоянии до Николаева — 74 км, до Одессы — 60 км, до Очакова по морю — 12 км. В 4 км от берега находится легендарный остров Березань. В окрестностях посёлка сосновый лес. В зоне отдыха Рыбаковки расположено уникальное грязе-солевое озеро Солонец-Тузлы. Населённый пункт известен с начала XVIII века, как турецкое поселение Гасан-Кале.
Село более известно как место отдыха для детей, благодаря большому количеству детских лагерей для отдыха. В окрестностях Рыбаковки был обнаружен киммерийский клад бронзовых топоров (памятник Срубной культуры).

## История
В 1946 году указом ПВС УССР село Аджиаска переименовано в Рыбаковку.
- Остров Березань. Вид с пляжа Рыбаковка
- Побережье
- Вечерний пляж